# Ivajlo Jordanov
Ivajlo Stomeinov Jordanov (bug. Ивайло Стоименов Йорданов) (Samokov, Bugarska, 22. travnja 1968.) je bugarski nogometni trener te bivši nogometaš i nacionalni reprezentativac. Uglavnom je igrao na poziciji napadača a polovicu igračke karijere proveo je u lisabonskom Sportingu, odigravši za njega više od 250 službenih utakmica.
S Bugarskom je nastupio na dva svjetska (1994. u SAD-u te 1998. u Francuskoj) te jednom europskom (1996. u Engleskoj) prvenstvu.

## Karijera

### Klupska karijera
Jordanov je nogomet počeo igrati već s 14 godina u Rilski Sportistu. Nakon toga je dvije sezone bio član Lokomotiva iz Gorne Orjahovice da bi ga 1991. kupio lisabonski Sporting u koji je došao istovremeno sa sunarodnjakom Bončom Genčevim.
Igrač je u Sporting Lisabonu proveo deset godina te je u tom razdoblju s klubom osvojio portugalsko prvenstvo te nacionalni kup i Superkup. Bio je važna karika momčadi te prvi strani kapetan kluba. Karijeru je prekinuo 2001. godine zbog niza ozljeda i multiple skleroze.
Igrač je u lisabonskom klubu ostavio veliki trag tako da je njegovo ime uklesano na zidu povijesti dok se njegov dres nalazi u dvorani slavnih unutar Sportingovog novog stadiona José Alvalade.

### Reprezentativna karijera
Ivajlo Jordanov je za Bugarsku debitirao 28. svibnja 1991. u prijateljskoj utakmici protiv Brazila. S nacionalnom selekcijom je nastupio na dva svjetska (1994. u SAD-u te 1998. u Francuskoj) te jednom europskom (1996. u Engleskoj) prvenstvu. Najveći uspjeh ostvario je 1994. kada je Bugarska osvojila četvrto mjesto na Svjetskom prvenstvu.
Igrač je članom nacionalne reprezentacije bio do 2000. godine i u tom razdoblju je skupio 51 nastup i zabio četiri pogotka. Posljednju utakmicu u nacionalnom dresu odigrao je 17. studenog 1999. u susretu protiv Grčke.

### Trenerska karijera
Unatoč igračkom povlačenju, Jordanov je ostao povezan sa Sportingom gdje je radio s mlađim uzrastima. Tamo je primjerice uočio mladog talenta Cristiana Ronalda. Jedno razdoblje bio je asistent bivšem reprezentativnom suigraču Hristi Stoičkovu koji je tada bio bugarski izbornik.
7. lipnja 2010. pridružio se stručnom stožeru trenera Angela Červenkova koji je vodio Liteks Loveč.

## Osvojeni trofeji

### Klupski trofeji
| Klub             | Trofej               | Sezona / godina |
| Portugal         | Portugal             | Portugal        |
| ---------------- | -------------------- | --------------- |
| Sporting Lisabon | Portugalski kup      | 1995.           |
| Sporting Lisabon | Portugalski Superkup | 1995.           |
| Sporting Lisabon | Primeira Liga        | 1999./00.       |

### Individualni trofeji
| Trofej                                 | Godina |
| -------------------------------------- | ------ |
| Najbolji strijelac bugarskog prvenstva | 1991.  |
| Bugarski nogometaš godine              | 1998.  |

## Vanjske poveznice
- National Football Teams.com
- Footballzz.co.uk  Arhivirana inačica izvorne stranice od 9. lipnja 2020. (Wayback Machine)
- Fora De Jogo.net  Arhivirana inačica izvorne stranice od 26. listopada 2012. (Wayback Machine)